# Diidrofolato reduttasi
La diidrofolato reduttasi (DHFR) è un enzima che catalizza la riduzione dell'acido diidrofolico ad acido tetraidrofolico, con l'utilizzo di NADPH come donatore di elettroni, secondo la seguente reazione:
5,6,7,8-tetraidrofolato + NADP+ ⇄ 7,8-diidrofolato + NADPH + H+
Nella forma presente negli animali e in alcuni microrganismi, l'enzima è anche in grado di ridurre (con una velocità ridotta) il folato a 5,6,7,8-tetraidrofolato.

## Importanza clinica
Dal momento che il tetraidrofolato, prodotto della reazione, è la forma attiva dell'acido folico nell'uomo, l'inibizione della DHFR può causare un deficit funzionale di acido folico. Dal momento che esso è necessario alle cellule a rapida proliferazione per la produzione di timina, questo effetto può essere terapeutico.
Il metotrexato è l'inibitore più importante della DHFR, in grado di legare l'enzima con una affinità 1.000 volte maggiore di quella dell'acido folico. Assieme all'aminopterina è stato il primo anti-folico a trovare impiego come chemioterapico, perché in grado di bloccare la crescita incontrollata delle cellule tumorali.
Divenne subito la prima arma di battaglia contro le leucemie infantili assieme allo steroide prednisone, associazione che permetteva di ottenere prolungate remissioni cliniche. Oggi si usa soprattutto nelle leucemie e nei linfomi, ma altri tumori come osteosarcoma, sarcoma di Ewing, il corioncarcioma, il carcinoma renale e polmonare, comprendono nella loro batteria di farmaci anche il metotrexato (per approfondimenti vedere alla voce antineoplastici)
Altre molecole che agiscono sulla DHFR sono ad esempio gli antimalarici pirimetamina e il proguanile, l'antifolico trimetoprim, molto noto perché associato ad un sulfamidico, il sulfametoxazolo, in commercio col nome di Bactrim.

acido folico
acido diidrofolico
acido tetraidrofolico